# Route européenne 662
Pour les articles homonymes, voir Route 662.
La route européenne 662 est une route reliant Subotica, en Serbie, à Osijek, en Croatie.